# きいちろ
きいちろ（本名：加古 貴一郎（かこ きいちろう、1963年8月18日 - 2025年1月26日）は、日本の政治活動家、元国交官僚。

## 来歴
1963年兵庫県姫路市生まれ。
1982年兵庫県立姫路西高等学校卒業。1986年京都大学工学部建築学科卒業。同年4月建設省（当時）入省。
S&Lミュージック名誉顧問・企画立案スーパーバイザー。ひめじ観光大使を務めた。
2023年6月、国交省を退職。7月5日、日本維新の会が次期衆院選兵庫9区に加古を擁立すると発表。
2024年10月27日投開票の第50回衆議院議員総選挙の結果、小選挙区では得票率13.1%での3位に留まり、比例でも復活ならず落選した。11月3日、自身のX（旧twitter）で日本維新の会を離党したことを公表。
自身のXで、竹内英明元兵庫県議会議員が高校の後輩であること、西播磨県民局長で百条委員会前に死亡した男性は高校の同級生であったことを明かしていた。

## S&Lミュージックとの関わり
我が国のポピュラー音楽を取り巻く社会や市場に、多くの深刻、かつ改善、改革すべき課題があるため、従来のレーベル概念を越えた“コモンレーベル”であるS&Lミュージックの発足を企画したと主張していた。

## シンガーソングライターとして
2013年7月31日に1st アルバム「空高く天高く」〜一歩ずつ一歩ずつ〜」（JASRAC 出138042-301号）リリース。

## 官僚として
- 国土交通省
  - 木造住宅振興室長。
  - 総合政策局政策課政策企画官。
  - 土地政策課宅地整備調整官。
  - まちづくり推進課企画専門官。
- 建設大臣官房技術調査官。
- 埼玉県与野市（現さいたま市中央区）理事。
- 建設省住宅局住宅生産課。
- 国土庁土地局土地利用調整課。
- 大阪府庁、兵庫県庁、新潟県庁、神奈川県庁、UR都市機構及び建築研究所出向。
- 元新潟大学工学部客員教授。

## 選挙歴
| 当落 | 選挙                   | 執行日         | 年齢 | 選挙区      | 政党         | 得票数    | 得票率 | 定数 | 得票順位 /候補者数 | 政党内比例順位 /政党当選者数 |
| ---- | ---------------------- | -------------- | ---- | ----------- | ------------ | --------- | ------ | ---- | ------------------ | ---------------------------- |
| 落   | 第50回衆議院議員総選挙 | 2024年10月27日 | 61   | 兵庫県第9区 | 日本維新の会 | 2万5515票 | 13.11% | 1    | 3/4                | 21/7                         |